# Umbert
Umbert je moško osebno ime.

## Izvor imena
Ime Umbert je izpeljanko iz imena Hubert.

## Pogostost imena
Po podatkih Statističnega urada Republike Slovenije je bilo na dan 31. decembra 2007 v Sloveniji 12 oseb z imenom Umbert.